# 霸史
霸史是指记载割据一方的軍閥或諸侯或僭伪之国的史书。
霸史之名始见于《隋书·经籍志》，《隋书·经籍志二》中云：“自晋永嘉之乱，皇纲失驭，九州君长，据有中原者甚众，或推奉正朔，或假名窃号。……当时臣子，亦各记录。后魏克平诸国，据有嵩、华，始命司徒崔浩，博采旧闻，缀述国史。诸国记注，尽集秘阁。尔朱之乱，并皆散亡。今举其见在，谓之霸史。”
北魏崔鸿所著的《十六国春秋》本身就是一部霸史。《隋书·经籍志》将十六国史的史料書籍都列入“霸史类”。